# شتاینباخ ام گلان
شتاینباخ ام گلان (به آلمانی: Steinbach am Glan) یک شهر در آلمان است که در گلان-مونشوایلر (فرباندسگماینده) واقع شده است. شتاینباخ ام گلان ۹۳۵ نفر جمعیت دارد.